# 헬무트 벨링그로트

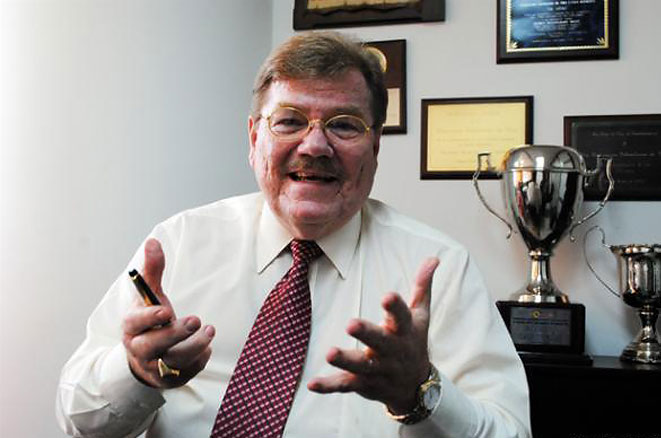

헬무트 벨링그로트(독일어: Helmut Bellingrodt, 1949년 7월 10일 ~ )는 콜롬비아의 사격 선수로 2회의 올림픽 은메달리스트이다.
바랑키야에서 독일계 집안에서 태어난 벨링그로트는 3회의 하계 올림픽(1972, 1976, 1984)에 참가하여 러닝 타겟 종목에서 1972년과 1984년 2회의 은메달을 획득하였다.
2012년 런던 올림픽에서 하켈리네 렌테리아 카스티요가 레슬링 55kg 급에서 2회의 동메달을 획득할 때까지 그는 다수의 메달과 함께 콜롬비아의 선수임은 물론, 2개의 올림픽 메달을 따는 데 첫 콜롬비아 선수이다.
그의 형제 한스페터와 호르스트도 또한 올림픽 사격 선수들이었다.